# Cantó de Fai de Linhon
El cantó de Fai de Linhon és un cantó francès del departament de l'Alt Loira, situat al districte de Lo Puèi de Velai. Té sis municipis i el cap és Fai de Linhon.

## Municipis
- Champclause
- Chaudeyrolles
- Les Estables
- Fai de Linhon
- Saint-Front
- Les Vastres

## Història
| Data d'elecció                           | Identitat          | Partit                     | Qualitat |
| ---------------------------------------- | ------------------ | -------------------------- | -------- |
| 1962-1967                                | Ferdinand Chabagno | Divers droite              |          |
| 1967-197.                                | M. Delabre         | Divers droite, després CDP |          |
| 197.-                                    | Gérard Roche       | UDF, després Divers droite |          |
| les dades anteriors no són pas conegudes |                    |                            |          |
|                                          |                    |                            |          |